# 貝莉莓
貝莉莓（1990年6月25日—），英文名Beryl或Berry M.，本名胡靜雯，台灣女性Cosplayer、前Twitch遊戲實況主、YouTuber，臺北市中山區人，前魔競娛樂旗下實況主，莓作室娛樂創辦人兼旗下唯一實況主。網路直播風格以談話尺度開放著稱。

## 經歷
貝莉莓出生於臺北市中山區，老家位於臺北松山機場飛行航線下，因此在家常能聽見民航機起降的引擎聲。貝莉莓自小就喜愛動畫和漫畫，學生時期曾因此遭受校園霸凌，一度將愛好隱藏起來。臺北市立育成高級中學畢業後，貝莉莓修讀中國文化大學新聞暨傳播學院大眾傳播學系。大學在學期間，貝莉莓曾因玩《魔獸世界》，以暱稱「尤安娜」成為城邦文化遊戲出版事業部網路遊戲雜誌《密技冰風暴》之專欄〈魔獸美少女專訪〉第一期主角。大學畢業後，貝莉莓從事網拍服裝助理、服裝造型師、時尚服裝雜誌美術編輯、時尚網頁設計師等工作，經過兩、三年的工作時間便升上主管職，也在此時期產生了「光明正大投入興趣愛好」的想法。
重拾Cosplay的愛好後，貝莉莓過往的工作經驗轉化成了她的扮裝能力，也陸續參加活動、接洽商案，進而與經紀公司哞哞噠數位娛樂簽約，當上全職Cosplayer；後續因哞哞噠資金問題而解約，中斷了Cosplayer生涯。離開哞哞噠不久，貝莉莓於2016年8月9日加入魔競娛樂，成為全職實況主。實際上，貝莉莓於2014年開始用便利商店賣的新臺幣99元麥克風與她工作用的筆記型電腦在Twitch開直播，當時只有5個觀眾；直到她出演麥卡貝網路電視節目，觀眾數才開始穩定成長。2016年，她覺得「差不多可以不用再上班了」，決定辭掉工作，成為全職實況主；辭掉工作以前，曾用英文名「Cathy Hu」。她的直播風格偏辛辣，並且不諱言也不吝於展露身材。
2015年台北國際電玩展，Madhead攤位請來貝莉莓cosplay《神魔之塔》蘇妲己。2015年9月4日，台灣競舞娛樂公布《流亡黯道》「鬼島女神」網路投票結果，候選人有三人，貝莉莓獲得第二名。2016年台北國際電玩展，Madhead攤位請來貝莉莓cosplay《時空之門》虞美人。2016年2月22日，網路溫度計公布「2016年十大人氣電玩女神」，第十名貝莉莓網路聲量302、評語為「國內近一年來人氣指數上升最快的cosplayer」。2016年10月10日，暴雪娛樂「2016台灣暴雪cosplay大賽」決賽，貝莉莓cosplay《鬥陣特攻》D.Va但未得獎。2016年11月，貝莉莓於第25屆亞洲動漫創作展（PF25）發表第一本個人cosplay寫真集：以《幸運女神》女主角蓓兒丹娣為主題的寫真集《My Angel, Marry me!》。2017年4月27日，三立都會台綜藝節目《國光幫幫忙》播出主題〈推五樓專業！ 這些網美我可以！〉，為貝莉莓第一個電視節目通告。2018年5月19至20日，品玩邦藝術舉辦「《崩壞3rd》2018周年紀念嘉年華」，請來貝莉莓cosplay《崩壞3rd》八重櫻。2019年1月9日，貝莉莓與魔競娛樂解約。
以cosplayer起家的貝莉莓逐漸跨足遊戲實況、節目主持、Vtype等領域，但她在2022年7月坦言，剛開始轉型非常困難，因為粉絲並不習慣看到喜歡的二次元cosplayer卸下裝扮、以原始樣貌開直播，甚至有粉絲揚言「絕對不看妳直播」。經歷了一段漫長的低潮與陣痛期，貝莉莓為了熱愛的cosplay事業，不僅健身維持身材，更堅持拍攝cosplay照片後親自修圖。
2020年，貝莉莓在麥卡貝網路電視長壽節目《現在宅知道》中說自己的理想配偶條件之一為一星期至少進行性行為四次，而被稱為「四姨」。
2020年10月，女性網紅橫綱凱咪（2022年改名言子軒）在Facebook發文爆料「網美圈7成都有在賣淫」，引發爭議。同月，宅論壇一位自稱「業內人士」的網友發布一份「陪睡價目表」，稱網美陪睡價碼從新台幣2萬到20萬元都有，其中暗指貝莉莓陪睡價碼單次新台幣18萬元、包遊新台幣40萬元。貝莉莓在Instagram發文駁斥陪睡之指控，說「要不要作夢比較快？而且我為什麼價目這麼便宜」。遊戲實況主「小雲寶寶」謝天雲公開她與貝莉莓私聊內容，她詢問貝莉莓是否也有收到陪睡價目表，貝莉莓答「當然有啊」、「這麼少，誰要啊」，她以自嘲方式安慰貝莉莓「我才10萬（元），妳要知足」。橫綱凱咪受訪時坦言，所謂的7成並沒有確切數據，「陪睡價目表」名單也不一定準確，但她清楚確實有朋友在做，「不方便講，也不可能去講」。同月23日，貝莉莓委託律師發布聲明稿，宣布將發布陪睡價目表者告上法院，自嘲「人生第一次告人」。
2020年12月，貝莉莓受邀上YouTuber「黑羽」林宏翰的網路節目，詳細公開一星期性生活的次數及體力分配，表示上班族一週上班五天、週休二日，週六晚上睡覺就能一次、週日起床再一次：平時上班太累無法每天都恩愛，那就從五天裡分出二天剛剛好，既不會太少、也不會太累。
2021年7月4日，網路溫度計公布「20大Twitch正妹實況主」，第一名貝莉莓Twitch追蹤數22.25萬、網路聲量48165。2021年11月13日第3屆走鐘獎頒獎典禮，為貝莉莓首次出席走鐘獎頒獎典禮。2022年第4屆走鐘獎，為貝莉莓首次列名走鐘獎評審，但因腸胃炎未出席10月29日頒獎典禮。
2024年6月23日，貝莉莓在其YouTube副頻道發布的新片宣布，由於長期久坐導致梨狀肌發炎，基於健康考量，暫停開直播。

## 紀錄
- 2019年10月1日，貝莉莓成立獨資商號「莓作室娛樂工作室」。自同年起，貝莉莓將YouTube頻道發片量由一月兩部提升至一星期三部，YouTube影片內容則以生活日記及Twitch直播精華為主；並且她在Twitch開直播時，在線觀眾截至2020年8月已穩定超越千人[15]。
- 2019年11月，華碩電腦與貝莉莓合作推出桌上型電腦「貝莉莓專用DIY套裝機」，為華碩首款實況主聯名商品。
- 2020年10月1日，莓作室娛樂推出貝莉莓漫畫形象「莓莓子」，造型為辣妹高中生[39]。
- 2021年4月8日，莓作室娛樂推出貝莉莓同名Vtype形象（即VTuber）並進行Vtype初配信，Vtype形象由台灣繪師CloBA設計。Vtype初配信中，貝莉莓自言是受日本漫畫家水龍敬的成人漫畫《歡迎來到水龍敬樂園》啟蒙而想做Vtype。Vtype初配信後，貝莉莓與男性YouTuber「阿憲」曹立憲及「蔡哥」蔡宜紘合組YouTube頻道安安邊緣子（曹立憲與「阿民」杜蔚民）限定團體「憲蔡莓救了」。
- 2021年12月24日，莓作室娛樂釋出貝莉莓Vtype的六分之一比例GK，貝莉莓是台灣首位推出自己模型的VTuber[40]。
- 2022年3月4日，實況數據網「Streams Charts」公布該年度2月份全球十大Twitch女實況主觀看人數排行榜，貝莉莓排名第四名[41]。
- 2022年10月7日晚間，麥卡貝網路電視節目《共玩湯》收播後，貝莉莓赴莓作室娛樂總部，無預警在YouTube頻道開聊天直播，宣布本日起每星期五晚間在莓作室娛樂總部開YouTube聊天直播；此為貝莉莓首次在YouTube定期開直播，遊戲實況仍在Twitch[42]。2022年12月5日，貝莉莓YouTube聊天直播時間改為每星期一晚間，地點仍為莓作室娛樂總部[43]。
- 2022年12月26日，貝莉莓在YouTube聊天直播中宣布自己與實況圈外男性穩定交往中，為其第八任男友，代號「約會君」。約會君是男性YouTuber恩熙俊介紹給貝莉莓認識的，由於是實況圈外男性，本名不公開。
- 2023年1月19日，貝莉莓無預警在YouTube頻道開直播玩《Apex 英雄》，為貝莉莓首次在YouTube開遊戲實況；合作玩家為曹立憲與女性遊戲實況主劉萱[44]。
- 2023年8月21日，貝莉莓在Facebook發文宣布，莓作室娛樂營運方式改回個人工作室，資遣全體員工。
- 2023年10月，貝莉莓Vtype首次登上17直播。
- 2023年12月24日，貝莉莓發文宣布被約會君求婚成功，並公開左手無名指戴上結婚戒指的照片。2023年12月26日，貝莉莓公開兩人對戒照片，對戒來自高檔珠寶品牌海瑞·溫斯頓（Harry Winston）[45]。
- 2024年1月25日，貝莉莓成立「美態生活有限公司」，與莓作室娛樂共用總部，經營自創女性服飾品牌「Sunday and My Me Time」。2025年5月31日，美態生活停業。
- 2024年8月7日，貝莉莓發文宣布與約會君於基隆市中正戶政事務所完成登記結婚，並公開登記時換發的中華民國國民身分證正面照片。2025年5月10日，貝莉莓與約會君於台北萬豪酒店舉辦婚禮。

## 作品

### 網路節目主持
| 首播日期       | 節目名稱   | 頻道/平台          | 備註                                   |
| -------------- | ---------- | ------------------ | -------------------------------------- |
| 2019年7月31日  | FUN競趣    | YO!SHOW直播        | 與「統神」張嘉航主持 2020年1月22日停播 |
| 2019年12月23日 | 實況莓問題 | Twitch台灣官方頻道 | 與「SoBaD」張軒齊主持 已停播           |
| 2021年1月22日  | 共玩湯     | 麥卡貝網路電視     | 與「湯米」陳敬衡主持                   |

### YouTube作品
| 發表日期       | 作品名稱                                                                  | 點閱數    | 參考來源      |
| -------------- | ------------------------------------------------------------------------- | --------- | ------------- |
| 2019年7月30日  | 【實況精華】我有一百個砲友！沒跟室友同居了不要再問了！                    | 71,096次  | [ 21 ] [ 49 ] |
| 2019年11月26日 | 【實況精華】小莓的健身日記#03 強度UP！腰痠奶也痠啊~｜健身環大冒險         | 98,918次  | [ 50 ]        |
| 2021年8月12日  | 【實況精華】來自館長的祝福？我不要三萬塊，我要四次男啦！feat.館長｜貝莉莓 | 646,884次 | [ 51 ] [ 52 ] |

註1：茲列舉受網路媒體報導之作品。

註2：點閱數更新時間為2023年8月25日。

### 配音
- 工口實驗室成人電子遊戲《賢者同盟》2022年9月7日上線角色：「異界穿越者 貝莉莓」（以貝莉莓Vtype 1.0版為藍本）、「魔性魅力 貝莉莓」（以貝莉莓Vtype 2.0版為藍本）日語配音[53][54][55]

### 電視廣告
- 2022年9月 Damo Games角色扮演遊戲《一拳超人：英雄之路》（貝莉莓篇）[56]

## 外部連結
- 貝莉莓的Instagram帳戶
- 貝莉莓的Facebook專頁
- 貝莉莓的X（前Twitter）
- 貝莉莓的Twitch频道
- YouTube上的貝莉莓-Beryl頻道
- YouTube上的貝莉莓實況存檔頻道
- YouTube上的貝莉莓41_V Clip頻道
- YouTube上的莓天黑皮頻道
- Beryl♥ 貝莉莓 電玩宅日子 （页面存档备份，存于）